# Adolphe Guyonnet
Adolphe Guyonnet, né le 13 juillet 1877 à Genève et décédé le 11 novembre 1955 à Thônex, est un architecte suisse.

## Biographie
Après des études à l'École polytechnique fédérale de Zurich et aux Beaux-Arts de Paris, Adolphe Guyonnet réalise un certain nombre de bâtiments religieux catholiques.
Il était membre de la Société suisse des ingénieurs et des architectes.

## Réalisations
- église Saint-Paul à Cologny, de 1913 à 1915[1]
- église Sainte-Croix à Carouge, rénovation de 1924 à 1926
- bâtiment de la Conférence mondiale pour le désarmement, de 1931 à 1932, voisin du palais Wilson. Le bâtiment brûle en 1987[2],[3].
- église du Christ-Roi à Tavannes, de 1934 à 1935[1]
- église du Sacré-Cœur à Genève, extension en 1939[4],[5]
- église Sainte-Thérèse à Genève en 1945[6]